# Mainxe-Gondeville
Mainxe-Gondeville község Franciaország Új-Aquitania régiójában, Charente megyében. Új községként 2019. január 1-jén jött létre két korábbi község: Gondeville és Mainxe egyesítésével. Lakosainak száma 1184 fő (2022. január 1.).

## Népesség
| Lakosok száma | 1159 | 1164 | 1168 | 1171 | 1174 | 1184 |
|               | 2017 | 2018 | 2019 | 2020 | 2021 | 2022 |